# جان آدامس (فیزیکدان)
 جان آدامس (انگلیسی: John Adams؛ زاده ۲۴ مهٔ ۱۹۲۰ درگذشته ۳ مارس ۱۹۸۴) یک فیزیک‌دان اهل انگلستان بود.